# Cyperus thorncroftii
Cyperus thorncroftii är en halvgräsart som beskrevs av Mcclean. Cyperus thorncroftii ingår i släktet papyrusar, och familjen halvgräs. Inga underarter finns listade i Catalogue of Life.